# 国立武汉大学工学院
国立武汉大学工学院创办于1933年，中华人民共和国成立后，因院系调整而参与组建了华中工学院、武汉测量制图学院及武汉水利学院等。

## 历史沿革
- 1929年，开设土木工程系，同年开始筹建工学院
- 1933年，开设机械工程系，国立武汉大学工学院正式成立。
- 1935年，开设电机工程系。
- 1937年，抗战爆发，武汉大学西迁四川乐山继续办学。
- 1939年，因应抗日战争时期国家需要，开设矿冶学系，刚从英国帝国理工学院获得冶金学硕士学位的邵象华为首任系主任
- 1952年，以武汉大学工学院机械系、电机系及部分文理师资为主，加上湖南大学、广西大学和南昌大学相关专业组建了华中工学院，土木系水利组参与组建武汉水利学院，矿冶系参与组建中南矿冶学院（今中南大学），土木系参与组建中南土木建筑学院（今湖南大学），土木系的工民建、土木测量专业加上电机系的无线电广播及通讯专业及电信组被调整到广州，参与组建华南工学院（今华南理工大学）

## 历任院长
- 石颖 海军军械专家1929年12月至1930年12月任国立武汉大学工学院院长
- 邵逸周 矿冶专家 1930年12月至1942年6月担任国立武汉大学工学院院长
- 谭声乙 机械和动力专家 1942年7月至1944年6月担任国立武汉大学工学院院长
- 余炽昌 土木专家 1944年至1953年6月担任国立武汉大学工学院院长（1949年以前）和武汉大学工学院院长（1949年以后）

## 著名校友

### 教师
- 李文采，1939年任教于国立武汉大学工学院冶金系，中国科学院院士（学部委员，1955年）

### 学生
- 文圣常，1944年毕业于国立武汉大学工学院机械系，中国科学院院士（1993年）
- 黄孝宗，1942年毕业于国立武汉大学工学院机械系，后赴美国麻省理工学院机械工程博士
- 罗裕昌，1945年毕业于武汉大学電機工程系,被譽為台灣鐵路電氣化之父
- 欧阳予，1948年毕业于武汉大学工学院电机系，莫斯科动力学院技术科学博士、中国科学院院士、俄罗斯工程院外籍院士、公认的“中国核电之父”
- 张瑞瑾，1939年毕业于国立武汉大学工学院土木系，著名河流泥沙专家，中国水利学会泥沙专业委员会主任委员、水电部高等学校水利水电类专业教材编审委员会主任、三峡工程泥沙研究协调组组长
- 杨叔子，1951年考入国立武汉大学机械系,中国科学院院士，著名机械工程专家、教育家

## 注解
1. ↑  .   [2013-01-16]. （原始内容存档于2013-05-25）.